# Glacidorbidae
Glacidorbidae Ponder, 1986 è una famiglia di molluschi gasteropodi d'acqua dolce del superordine Pylopulmonata. È l'unica famiglia della superfamiglia Glacidorboidea.

## Descrizione
La famiglia comprende gasteropodi di piccole dimensioni, con conchiglia di 2–4 mm di diametro, con spire appiattite e ombelico aperto, poco profondo. Sono dotati di opercolo eccentrico, da tondo ad ovale. La radula presenta un grande dente centrale con cuspidi affilate e denti laterali piccoli o vestigiali; i denti marginali sono assenti.

## Biologia

### Alimentazione
Le abitudini alimentari di questi piccoli molluschi sono ancora poco note. Glacidorbis hedleyi ha una dieta carnivora, che comprende piccoli invertebrati, ma non ci sono informazioni sulle abitudini alimentari delle altre specie. Il riscontro nelle ghiandole digestive di Glacidorbis occidentalis di grandi quantità di grani di polline di Pinus suggerisce che questa specie possa nutrirsi almeno in parte di polline, ma l'ipotesi attende conferme.

### Riproduzione
Sono organismi ermafroditi. In particolare Glacidorbis hedleyi è un ermafrodita proterandrico che dopo l'accoppiamento perde le caratteristiche maschili.
In almeno tre specie (G. hedleyi, G. occidentalis e Benthodorbis pawpela) è stata documentata la presenza di una sacca all'interno della quale vengono custodite le larve che qui completano le prime fasi dello sviluppo, prima di essere rilasciate in acqua.

## Distribuzione e habitat
La famiglia è presente solo in Australia e Cile.
La maggior parte delle specie è endemica della Tasmania, con alcune specie in Victoria, Australia Meridionale e Nuovo Galles del Sud. In Cile sono note solo quattro specie, di cui tre appartenenti al genere Gondwanorbis e una al genere Patagonorbis.
Questi piccoli gasteropodi occupano un'ampia varietà di habitat, da paludi e torbiere a ruscelli, fiumi e laghi.

## Tassonomia
La collocazione tassonomica di questi molluschi è stata a lungo controversa.
La specie tipo della famiglia, Glacidorbis hedleyi, descritta da Tom Iredale nel 1943, fu inizialmente assegnata alla famiglia Planorbidae, ma successive osservazioni indussero ad includere le specie del genere Glacidorbis tra gli Hydrobiidae (Caenogastropoda). Nel 1986 Ponder, sulla base di studi approfonditi della anatomia di questi gasteropodi, stabilì che si trattava di polmonati con caratteristiche atipiche, e li collocò in una famiglia a sé stante, Glacidorbidae, assegnata al sottordine Basommatophora. Tale assegnazione non mancò di destare perplessità in alcuni autori, per i quali la mancanza di caratteristiche anatomiche tipiche dei Pulmonata, giustificava l'inserimento della famiglia tra gli Allogastropoda.
La classificazione di Bouchet e Rocroi del 2017 assegna la famiglia al superordine Pylopulmonata (di cui fanno parte anche Amphiboloidea e Pyramidelloidea).
La famiglia comprende una ventina di specie nei seguenti generi:
- Benthodorbis Ponder & Avern, 2000 (2 specie)
- Glacidorbis Iredale, 1943 (13 spp.)
- Gondwanorbis Ponder, 1986 (3 spp.)
- Patagonorbis Rumi & Gutiérrez Gregoric, 2015 (1 sp.)
- Striadorbis Ponder & Avern, 2000 (3 spp.)
- Tasmodorbis Ponder & Avern, 2000 (1 sp.)